# Volksschilderkunst

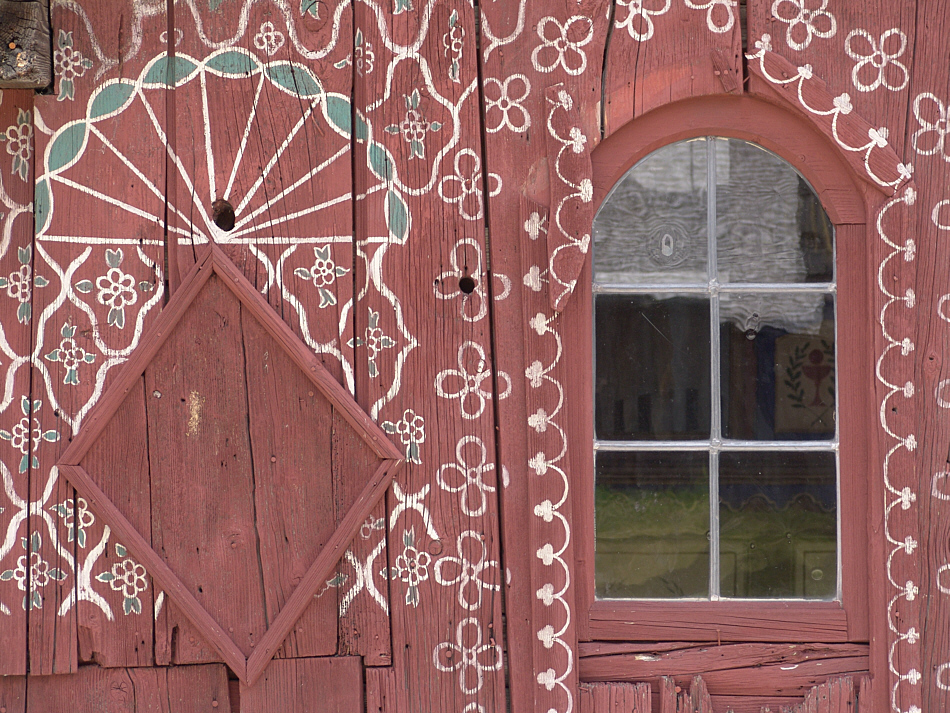
Dorpskapel in het Freilichtmuseum Tittling, Beieren.

Enkele penselen, en tubes verf volstaan om tal van doodgewone gebruiksvoorwerpen te veranderen in mooie stukjes volksschilderkunst. De techniek van het volksschilderen is aan de hand van voorbeelden en patronen, zoals bloemen, vruchten en dieren en het beschilderen van dozen, een klok, dienbladen, klompen en  grotere voorwerpen, zoals een tafeltje, stoel en een tuinbankje na veel oefening te leren.

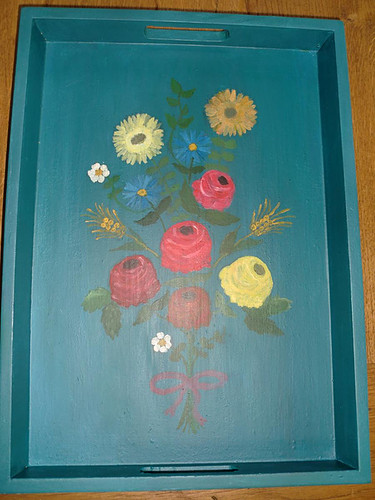
Beschilderd dienblad

Volksschilderkunst wordt en werd in Nederland beoefenend in Assendelft, Jisp, Ameland, Marken, Staphorst, Zeeland maar vooral in Hindeloopen.  In Noorwegen kent men het Rosemåling en in delen van Duitsland de Bauernmalerei. Daar begon men reeds in de zestiende eeuw in Beieren met de volksschilderkunst. In Duitsland begon men reeds in de zestiende eeuw in Beieren met de volksschilderkunst. 

## Hindeloopen
De Hindelooper schilderkunst is wereldwijd beroemd. Bedsteewanden, meubels zoals tafels en stoelen, klaptafels, kleerhangers, kastjes, reiskoffers, eierdopjes, miniatuurmeubeltjes: in de 18e eeuw werden deze objecten beschilderd in de kenmerkende Hindelooper kleuren en motieven. De krullen, bloemen en bladeren in de kleuren rood, blauw, wit en groen, werden in Hindeloopen verwerkt tot een aparte stijl. In platenbijbels en prentenboeken werden de motieven gevonden. 

## Marken
Op Marken zijn beschilderde voorwerpen zoals een Marker kast met boven- en onderkast. Verder beschilderde klompen en in Duitsland vervaardigde spanen dozen om klederdracht in op te bergen.  

## Staphorst
Typerend voor Marken is het stippelwerk. 

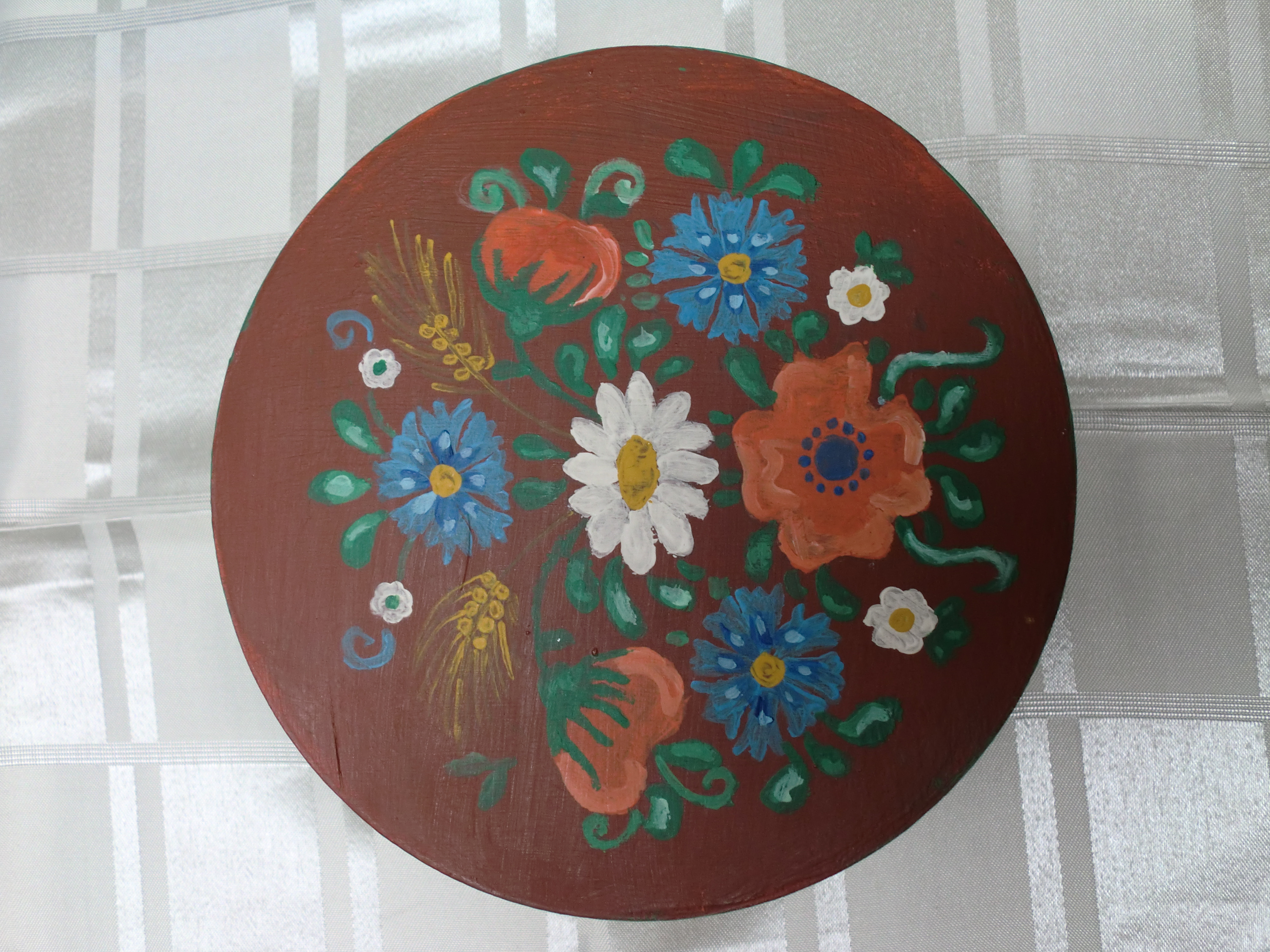
Beschilderd doosje in volksschilderkunst